# Полоцкий государственный лесной колледж
Филиал БГТУ «Полоцкий государственный лесной колледж» — государственное среднее специальное учебное заведение Полоцка, старейшее образовательное учреждение среднего профессионального образования в Республике Беларусь (основано в 1921 году). Готовит техников лесного хозяйства и техников по озеленению и благоустройству.
В Полоцком государственном лесном колледже учились Герой Советского Союза А. К. Горовец, академик НАН Беларуси, доктор биологических наук, профессор Н. А. Картель, белорусский поэт, драматург В. А. Лукша, доктор сельскохозяйственных наук, профессор С. С. Штукин.

## История
В 1912 году в Полоцке существовала школа лесных кондукторов, в которой готовили специалистов лесного хозяйства для казённых лесов России.
В ноябре 1921 года открылся Полоцкий лесной техникум, который разместился в здании бывшего Спасо-Евфросиньевского женского епархиального училища, построенного в 1908 году для подготовки учителей церковно-приходских школ.
При техникуме был организован учебно-опытный лесхоз для проведения учебных и производственных практик учащихся и опытно-исследовательской работы преподавателей. Первое время техникум возглавлял лесничий Громовского лесничества Герман Васильевич Аникеев. Затем директором был назначен ученый-лесовод Макарий Григорьевич Сильницкий, переведённый позднее в Белорусскую государственную сельскохозяйственную академию. Во время Великой Отечественной войны техникум был закрыт, а здания его заняты под госпиталь.
4 июля 1944 года Полоцк был освобождён, а уже 15 октября возобновилась деятельность лесного техникума. Исполняющим обязанности директора был назначен бывший преподаватель техникума Иван Петрович Дейнис. С сентября 1953 до 1960 года директором техникума работал Александр Павлович Гугнин, который до этого был заместителем министра лесного хозяйства Литовской республики. Вскоре директором техникума стала Т. А. Ильинская, а после её ухода на пенсию техникум возглавил В. А. Никитин (1968—1983). С 1983 по 2008 год техникум возглавлял Валерий Брониславович Галяш. С 2008 года колледжем руководила Угоренко Татьяна Леонидовна, с 2018 года — Мироновский Владимир Михайлович.
25 апреля 2009 года приказом Министерства образования Республики Беларусь «УО Полоцкий государственный лесной техникум» переименован в «УО Полоцкий государственный лесной колледж».
В 2013 году колледж стал филиалом Белорусского государственного технологического университета.
В 2016 году в Полоцком государственном лесном колледже был реализован молодёжный инновационный проект — студенческое телевидение «Первый лесной канал». В 2018 году «Первый лесной канал» получил диплом I степени в номинации «Тематическая программа» (за тематические программы «Новости на Первом Лесном» и ток-шоу «#Время быть…») на IV Республиканском открытом конкурсе любительских фильмов имени Юрия Тарича «Я снимаю кино».
Представители Полоцкого государственного лесного колледжа в составе белорусской национальной сборной команды вальщиков леса завоёвывали призовые места на европейских соревнованиях вальщиков леса.

## Материальная база
На 2010 год колледж располагает восемнадцатью учебными кабинетами, пятью лабораториями, библиотекой с книжным фондом порядка 46 тысяч книг (из них 33 тысячи — специальная литература), актовым залом, столярно-механической мастерской, общежитием на 300 мест, студенческой столовой, двумя спортивными залами, учебно-опытным лесхозом площадью 10,7 тыс.га. и дендропарком площадью 1 га.

## Специальности
| №   | Специальность       | Квалификация                                                                                  |
| --- | ------------------- | --------------------------------------------------------------------------------------------- |
| № 1 | - Лесное хозяйство. | - Техник лесного хозяйства; - Лесовод не ниже III разряда; - Вальщик леса не ниже VI разряда. |

Сферой профессиональной деятельности техника лесного хозяйства являются организации и предприятия лесного хозяйства, национальные парки и заповедники, научно-исследовательские учреждения; охотничьи хозяйства, другие предприятия лесопользователей.
На предприятиях лесного хозяйства специалисты направляются на работу в лесничества на должность мастера леса, помощника лесничего.
Дрова пилить поедешь на лесоповал!